# Чумная палочка
Чумна́я па́лочка (лат. Yersinia pestis) — вид грамотрицательных бактерий из семейства Yersiniaceae.
Инфекционный агент бубонной чумы, также может вызывать чумную пневмонию и септическую чуму. Все три формы без современного лечения практически всегда заканчиваются летальным исходом и ответственны за высокий уровень смертности в эпидемиях, имевших место в истории человечества, таких как «Юстинианова чума» (100 миллионов жертв) и «чёрная смерть» (75 —200 миллионов жертв), в ходе которой погибла треть населения Европы за промежуток с 1347 по 1353 годы.
Роль Yersinia pestis в «чёрной смерти» дискутируется. Некоторые утверждают, что «чёрная смерть» распространилась слишком быстро, чтобы быть вызванной Yersinia pestis. ДНК этой бактерии найдены в зубах умерших от «чёрной смерти», тогда как тестирование средневековых останков людей, умерших по другим причинам, не дало положительной реакции на Yersinia pestis. 
Род Yersinia — грамотрицательные коккобациллы размером примерно 1,5 мкм. Анилиновыми красителями окрашиваются биполярно (более интенсивно — на концах). Обладают ферментативным метаболизмом. Y. pestis производит антифагоцитарную слизь. Подвижная в культуре бактерия становится неподвижной, попав в организм млекопитающего.
Патоген хорошо переносит низкие температуры, замораживание; чувствителен к высушиванию, нагреванию, быстро разрушается под действием дезинфицирующих средств и при кипячении.

## История

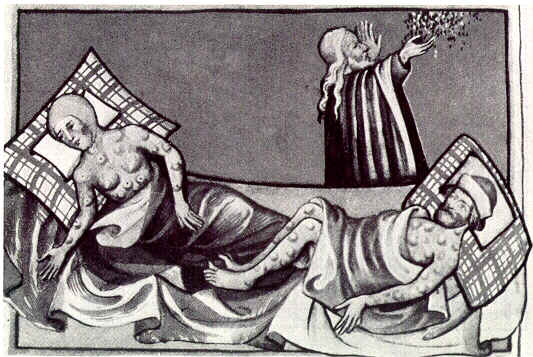
Бубонная чума. Изображение 1411 года

Y. pestis была открыта в 1894 году швейцарско-французским медиком и бактериологом Пастеровского института Александром Йерсеном во время эпидемии чумы в Гонконге. Йерсен был сторонником школы Пастера. Прошедший подготовку в Германии японский бактериолог Китасато Сибасабуро, практиковавший метод Коха, также в это время был привлечён к поискам агента, являющегося возбудителем чумы. Однако именно Йерсен фактически связал чуму с Y. pestis. Долгое время возбудителя чумы относили к роду Bacterium, позже — к роду Pasteurella. В 1967 году род бактерий, к которому относился возбудитель чумы, был переименован в честь Александра Йерсена.
Известны три биовара бактерии; полагают, что каждый соответствует одной из исторических пандемий чумы. Биовар antiqua считают ответственным за «Юстинианову чуму». Неизвестно, был ли этот биовар причиной более ранних, меньших эпидемий или же эти случаи вообще не были эпидемиями чумы. Биовар medievalis полагают связанным с «чёрной смертью». Биовар orientalis связывают с третьей пандемией и большинством современных вспышек чумы.
По последним исследованиям «Юстинианова чума» была вызвана сразу несколькими штаммами бактерии, а не одной разновидностью.
В настоящее время только в России с 2001 по 2006 год зафиксировано 752 штамма возбудителя чумы.

## Патогенность и иммунитет
Патогенность Yersinia pestis заключается в двух антифагоцитарных антигенах, называемых F1 и VW, оба существенны для вирулентности. Эти антигены производятся бактерией при температуре 37 °C. Кроме этого, Y. pestis выживает и производит F1 и VW антигены внутри кровяных клеток, таких, например, как моноциты, исключением являются полиморфно-ядерные нейтрофильные гранулоциты.
Гены, ответственные за образование чумной F1-капсулы, были клонированы и секвенированы в 1990–1992 гг. сотрудниками Института инженерной иммунологии. Там же был сконструирован штамм возбудителя, который лишён антигена F1 и поэтому не может быть распознан соответствующими диагностикумами.
Некоторое время назад в США инактивированная формалином вакцина была доступна для взрослых, находящихся под большим риском заражения, однако затем продажи были прекращены по указанию Управления по санитарному надзору министерства здравоохранения США по причине низкой эффективности и вероятности серьёзного воспаления. Ведутся перспективные эксперименты в генной инженерии по созданию вакцины, основанной на антигенах F1 и VW, хотя бактерии, не имеющие антигена F1, сохраняют достаточную вирулентность, а антигены V достаточно изменчивы, так что вакцинация, основанная на этих антигенах, может не давать достаточно полной защиты.
В России доступна живая вакцина на основе невирулентного штамма чумы.
Вакцинация не защищает от лёгочной чумы. Во время эпидемии 1910–1911 года применение прочумных сывороток (лимфы Хавкина и сыворотки Йерсена) лишь продлевало течение болезни на несколько дней, но не спасло жизнь ни одному больному. Впоследствии учёным окончательно стало ясно, что гуморальный иммунитет при аэрогенном инфицировании возбудителем чумы значения не имеет.
После перенесённого заболевания остаётся прочный продолжительный иммунитет.

## Геном
Доступны полные генетические последовательности для различных подвидов бактерии: штамма KIM (из биовара Medievalis), штамма CO92 (из биовара Orientalis, полученного из клинического изолятора в США), штамма Antiqua, Nepal516, Pestoides F. Хромосомы штамма KIM состоят из 4 600 755 парных оснований, в штамме CO92 — 4 653 728 парных оснований. Как и родственные Y. pseudotuberculosis и Y. enterocolitica, бактерия Y. pestis содержит плазмиды pCD1. Вдобавок она также содержит плазмиды pPCP1 и pMT1, которых нет у других видов рода Yersinia. Перечисленные плазмиды и остров патогенности, названный HPI, кодируют белки, которые и являются причиной патогенности бактерии. Помимо всего прочего эти вирулентные факторы требуются для бактериальной адгезии и инъекции белков в клетку «хозяина», вторжения бактерии в клетку-хозяина, захвата и связывания железа, добытого из эритроцитов.

### Древняя ДНК
В 2018 году в останках женщины из шведского местонахождения Frälsegården, умершей около 4900 лет назад (неолит), была обнаружена ДНК Yersinia pestis. Геном штамма из шведского захоронения выделился около 5700 лет назад, две ветви существующих сегодня штаммов Y. pestis выделились 5100 и 5300 лет назад.
Старейший штамм Yersinia pestis был найден в останках охотника-собирателя RV 2039 со стоянки Риннюкалнс (Riņņukalns) на реке Салаца в Буртниекском крае на севере Латвии, жившего пять тысяч лет назад (5300–5050 л. н.). Как показал генетический анализ, предок возбудителя чумы был поначалу менее контагиозным и не таким смертоносным. У этого штамма нет гена, дающего способность передаваться от блох к людям. Видимо, человек заражался непосредственно от грызунов, например от бобров.
В останках двух человек из Самарской области, связанных со покровской срубной культурой (около 3800 л. н.), нашли штамм Yersinia pestis, способный распространять бубонную чуму через блох. Также ДНК Yersinia pestis нашли в останках человека из Капана (Армения), жившего в железном веке около 2900 лет назад.
Приобретённый горизонтальным переносом нитчатый фаг способствует патогенности чумной палочки. В результате сравнения древних штаммов генов Yersinia pestis и её вероятного предка Yersinia pseudotuberculosis (псевдотуберкулёзная палочка) было выявлено, что Yersinia pestis мутировала из сравнительно безвредного микроорганизма около 10 тыс. лет назад. Выяснилось, что обитающая в почве Y. pseudotuberculosis, вызывающая лёгкое заболевание желудочно-кишечного тракта, приобрела тогда несколько генов, позволивших ей проникать в лёгкие человека. Далее в ключевом гене Pla, кодирующего протеазу, произошла замена одной аминокислоты, в результате чего микроорганизм смог с повышенной силой разлагать белковые молекулы в лёгких и размножаться по всему организму через лимфатическую систему. Исследователи подозревают, что ген Pla чумная палочка позаимствовала у другого микроба в результате горизонтального обмена генами. Это подтверждают исследования датских и британских учёных, которые провели исследования молекул ДНК, извлечённых из зубов 101 человека бронзового века, обнаруженных на территории Евразии (от Польши до Сибири). Следы бактерии Y. pestis нашли в ДНК семи образцов возрастом до 5783 лет, при этом в шести из них отсутствовали «ген вирулентности» ymt (yersina murine toxin) и мутации в «гене активации» pla. В дальнейшем, на рубеже второго и первого тысячелетий до нашей эры, из-за демографических условий, выразившихся в увеличении плотности населения, возникла более летальная «бубонная» мутация бактерии.
Анализ ДНК из человеческих останков Кара-Джигача и Бурана (Киргизия) показал, что погребённые в иссык-кульских захоронениях 1338 года с надгробиями на сирийском языке умерли от того самого исходного штамма чумы, который и стал причиной «чёрной смерти». Современные штаммы, наиболее тесно связанные с древним штаммом, сегодня обнаруживаются в резервуарах чумы вокруг гор Тянь-Шаня.

## Лечение
С 1947 года традиционным средством первого этапа лечения от Y. pestis были стрептомицин, хлорамфеникол или тетрациклин. Также есть свидетельства положительного результата от использования доксициклина или гентамицина.
Надо заметить, что выделены штаммы, устойчивые к одному или двум перечисленным выше агентам, и лечение по возможности должно исходить из их восприимчивости к антибиотикам. Для некоторых пациентов одного лишь лечения антибиотиками недостаточно и может потребоваться поддержка кровоснабжения, дыхательная или почечная поддержка.